# Dekanat Prochowice
Dekanat Prochowice – jeden z 28 dekanatów w rzymskokatolickiej diecezji legnickiej.

## Parafie
W skład dekanatu wchodzi 7 parafii:
- Parafia Zwiastowania Pańskiego – Bieniowice
- Parafia św. Wojciecha i Podwyższenia Krzyża Świętego – Kawice
- Parafia Świętych Piotra i Pawła – Kosiska
- Parafia Najświętszego Serca Pana Jezusa – Kunice
- Parafia św. Jana Chrzciciela – Prochowice
- Parafia Wniebowzięcia Najświętszej Maryi Panny – Rosochata
- Parafia św. Łukasza Ewangelisty – Ruja